# Daniel Wheeler Bursch
Daniel Wheeler Bursch (Bristol, Pennsylvania, 1957. július 25. –) amerikai űrhajós.

## Életpálya
1979-ben a Haditengerészeti Akadémián (USAF Academy) mérnöki diplomát szerzett. 1980-ban kapott repülőgép vezetői jogosítványt. Szolgálati repülőgépe az A–6E Intruder volt. Szolgálati állomáshelyei, az Észak-Atlanti-óceánon az USS John F. Kennedy (CV 67), az Indiai-óceánon az USS America fedélzete. 1984-ben tesztpilóta kiképzésben részesült. 1987-től az Indiai-óceánon az USS Midway fedélzetén repülésirányító parancsnokként szolgált. 1991-ben  a Haditengerészeti Posztgraduális Iskolájában mérnöki oklevelét megvédte.
Több mint 3430 órát töltött a levegőben (repülőgép), több mint 35 különböző repülőgépen repült, illetve tesztelte.
1990. január 17-től a Lyndon B. Johnson Űrközpontban részesült űrhajóskiképzésben. Négy űrszolgálata alatt összesen 226 napot, 22 órát és 16 percet (5446 óra) töltött a világűrben. Űrhajós pályafutását 2005 júniusában fejezte be. 2005-től a Nemzeti Felderítő Hivatal (NRO) elnöke.

## Űrrepülések
- STS–51, a Discovery űrrepülőgép 17. repülésének küldetésfelelőse. A legénység pályairányba állította az  Advanced Communications Technology Satellite (ACTS) kommunikációs műholdat. Ezt követően sor került egy 7 órás űrsétára, melyen Newman és Walz űrhajósok a Hubble űrtávcső három hónappal későbbre tervezett javításának egyes lépéseit gyakorolták. Működtették az Orbiting Retrievable Far and Extreme Ultraviolet Spectrometer (ORFEUS) csillagászati ultraibolya spektrométert. Első űrszolgálata alatt összesen 9 napot, 20 órát és 11 percet (236 óra) töltött a világűrben. 6 608 628 kilométert (4 106 411 mérföldet) repült, 157 kerülte meg a Földet.
- STS–68, az Endeavour űrrepülőgép 7. repülésének küldetésfelelőse. Globális környezeti változások tanulmányozása egy környezeti és geológiai program keretében. A Föld felszínéről radartérképet készítettek. Több mint 14 000 fényképet készítettek. Második űrszolgálata alatt összesen 11 napot, 5 órát és 46 percet (270 óra) töltött a világűrben. 7 569 092 kilométert (4 703 216 mérföldet) repült, 182 kerülte meg a Földet.
- STS–77, az Endeavour űrrepülőgép 11. repülésének küldetésfelelőse. Pályára állítottak kettő műholdat valamint a Spartan-207/IAE (Inflatable Antenna Experiment) – felfújható, gömb alakú űreszközt. Tesztelve a felfújható űreszközök készítésének lehetőségét. Szolgálata alatt kereskedelmi kutatást, kísérleteket és anyag előállítást (gyógyszernek nem minősülő) végeztek. A Coca-Cola megbízásából vizsgálták termékeinek fogyaszthatóságát. Harmadik űrszolgálata alatt összesen 10 napot, 00 órát és 40 percet (241 óra) töltött a világűrben. 6 600 000 kilométert (4 100 000 mérföldet) repült, 161 kerülte meg a Földet.
- STS–108, a Endeavour űrrepülőgép 17. repülésének fedélzeti mérnöke (hosszútávú űrszolgálat kezdése). A 12. repülés a Nemzetközi Űrállomásra (ISS), a 6 és fél hónapos tartózkodás legénység: két amerikai asztronauta és egy orosz űrhajós. Szállítottak több mint 3 tonna ellátást, logisztikai- és a tudományos berendezést, a Raffaello többcélú logisztikai modult. Visszafelé több mint 2 tonna hulladékot (kutatási anyagot) hoztak. Több technikai és egyéb, meghatározott kutatási, kísérleti, karbantartási programot is végrehajtottak. Negyedik űrszolgálata alatt összesen 195 napot, 19 órát és 39 percet (4699 óra) töltött a világűrben. Űrszolgálata alatt kettő űrsétát (EVA) végzett, összesen 11 óra és 52 perc időtartamban. A 196 napos küldetés új amerikai rekord, amit Carl Erwin Walz csapattársával teljesítettek (2010-ben Michael Eladio Lopez-Alegria 215 napos űrtartózkodással megdöntötte). 7 700 000 kilométert (4 800 000 mérföldet) repült, 186-szor kerülte meg a Földet. Az STS–111 fedélzetén tért vissza kiinduló bázisára.

### Tartalék személyzet
STS–102, a Discovery űrrepülőgép 29. repülésének fedélzeti mérnöke.